# Eugen Dücker
Eugen Dücker, chiamato anche Eugène Gustav Dücker (Kuressaare, 29 gennaio 1841 – Düsseldorf, 6 dicembre 1916), è stato un pittore tedesco.

## Biografia

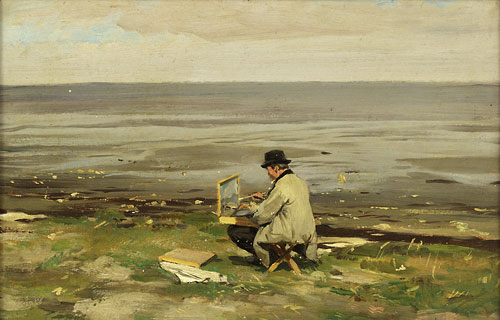
Eugen Dücker: Der Künstler an der Ostsee (letteralmente l'artista sul baltico)

Dopo aver frequentato negli anni 1858-1862 l'accademia a San Pietroburgo si trasferisce nel 1864 a Düsseldorf. Pochi anni dopo nel 1872 succedette a Oswald Achenbach come docente, carica che ricoprì per 44 anni. 
Ebbe come discepoli fra gli altri Georg Wilhelm Degode, Victor Westerholm, Georg Macco, Fritz Overbeck, August Schlüter, Otto Serner, Otto Strützel, Willi Tillmans, Willy Hamacher e Carl Wuttke.